# Euxoa pseuobscurior
Euxoa pseuobscurior là một loài bướm đêm trong họ Noctuidae.